# Alexis Toth
Alexey Georgievich Tovt (em russo:  Алекси́й Гео́ргиевич Товт, Kobylnice, 14 de março de 1853 — Wilkes-Barre, 07 de maio de 1959) foi protopresbítero da Igreja Ortodoxa Russa nos Estados Unidos, tendo renunciado sua posição de sacerdote na Igreja Católica Rutena (parte das Igrejas Católicas Orientais), Alexis foi um dos maiores responsáveis pelo estabelecimento da Igreja Ortodoxa em solo estadunidense.
No ano de 1994, foi considerado defensor da fé Ortodoxa na América do Norte, o que serviu de motivo para sua canonização, sendo comemorado no dia 7 de maio.

## Início da vida
Nascido no Império Austro-Húngaro (onde hoje se localiza a Eslováquia) no dia 18 de Março de 1854 de uma família rutena filho de George e Cecilia Toth, seu pai era abade no distrito de Sepes, seu irmão também se tornou um sacerdote católico oriental, e seu tio era um bispo. Depois de terminar o ensino básico, Alexey ingressou em um seminário católico romano na cidade de Esztergom, onde ficou por um ano até sua mudança para um seminário católico oriental na cidade de Uzhgorod, onde terminou seus estudos. Era um célebre professor, tendo aprendido diversos idiomas (como o ruteno, húngaro, russo, alemão, latim e grego).

## Sacerdócio
Após sua graduação no semińario, Alexis casou-se com Rosalie Mikhailitch. Logo após, aos seus 24 anos, no dia 18 de abril de 1878, foi ordenado ao sacerdócio pelo seu primo bispo Nicolau de Prešov. Um ano depois, em 1979, sua esposa Rosalie faleceu, seguido de seu único filho. Em maio do mesmo ano, foi escolhido para ser secretário do bispo de Prešov e líder de um orfanato. Alexey manteve tais postos até o ano de 1881, quando foi escolhido para ser reitor do seminário greco-católico de Prešov, assim como professor de direito canônico e história da igreja. 
Em novembro de 1889, padre Alexis foi chamado pela Igreja Católica Rutena para servir como sacerdote para os fiéis do rito bizantino no estado de Minnesota, nos Estados Unidos. Alexis aceitou o pedido e chegou nos EUA no dia 15 de novembro de 1889, onde celebrava liturgias na igreja de Santa Maria na cidade de Mineápolis, que estava passando por uma situação de instabilidade financeira. No entanto, padre Alexis conseguiu estabilizar a situação da paróquia, que posteriormente veio a se tornar uma igreja ortodoxa.

## Conflito com o bispo local
Como naquela época não havia nenhum bispo católico de rito oriental nos Estados Unidos, o padre Alexis e sua paróquia estavam sob a jurisdição do bispo John Ireland da Arquidiocese de Saint Paul e Minneapolis, que estava promovendo uma "americanização" em sua diocese. Por esses motivos, o bispo havia repulsa de certas tradições praticadas no oriente católico, tais como a ordenação de homens casados e a Liturgia em outro idioma que não seja o latim. Quando John Ireland se reuniu com Alexis, negou-lhe o direito de servir missas e negou sua catolicidade. Alexis chegou a enviar cartas a um determinado bispo na Hungria para pedir aconselhamentos, mas nunca recebeu uma resposta.

## Conversão à Igreja Ortodoxa
Em outubro de 1890, 10 sacerdotes católicos orientais estadunidenses se reuniram em Wilkes-Barre, no estado da Pensilvânia sob a liderança do padre Alexis. O motivo da reunião era pedir a deportação dos Estados Unidos. No entanto, o sacerdote, por ideia dos fiéis de sua paróquia, desistiu da ideia e decidiu contatar um bispo da Igreja Ortodoxa Russa nos Estados Unidos. Depois de determinado tempo, no ano de 1891, o bispo Vladimir da Igreja Ortodoxa Russa chegou em Mineápolis e no dia 25 de março batizou o padre Alexis e seus paroquianos (cerca de 361 fiéis) na Igreja Ortodoxa Russa. A decisão do padre Alexis gerou revolta entre os uniatas americanos, afirmando que o sacerdote tinha se vendido aos "moscovitas".

## Trabalho missionário
Alexis trabalhou como missionário pregando a fé principalmente dentre rutenos. Após alguns anos, cerca de 17 comunidades e cerca de vinte mil fiéis católicos orientais se converteram à ortodoxia. A atividade missionária do padre Alexis chamou a atenção do clero na Europa, o mesmo chegou a ganhar uma mitra a mando do tsar Nicolau II. O patriarca da Igreja Russa Tikhon de Moscou sugeriu que Alexis se tornasse bispo da Igreja Ortodoxa Russa nos EUA, mas ele recusou, devido a sua idade avançada.

## Canonização

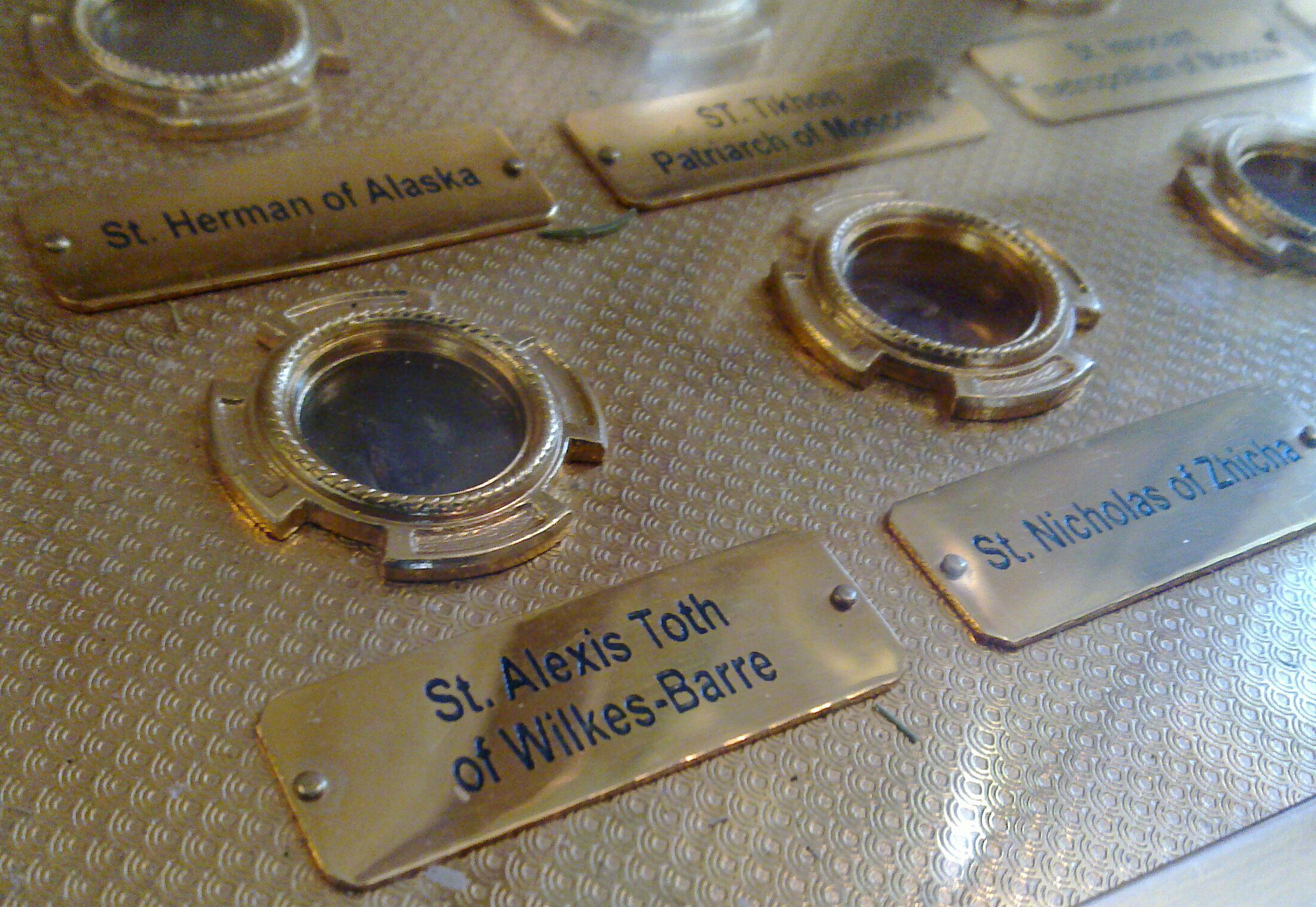
Relíquias de Santo Alexis Toth

Nos anos de 1916 (sete anos após sua morte) e 1994, o caixão do padre Alexis foi aberto e em ambos casos seu corpo foi encontrado incorrupto. No dia 31 de março de 1994, por decisão do Santo Sínodo da Igreja Ortodoxa Russa, Alexis foi glorificado oficialmente como um santo e confessor da fé da Igreja Ortodoxa.
Parte das relíquias de Alexis podem ser encontradas fora do território estadunidense (como na Rússia e Ucrânia).